# Tanystylum papuensis
Tanystylum papuensis är en havsspindelart som beskrevs av Child, C.A. 1996. Tanystylum papuensis ingår i släktet Tanystylum och familjen Ammotheidae. Inga underarter finns listade i Catalogue of Life.